# Michał Żewłakow
Michał Żewłakow (uitspraak: [ˈmixaw ʐɛvˈwakɔf], ong. miechau zjevwakof) (Warschau, 22 april 1976) is een Pools voormalig voetballer.
Michal is de tweelingbroer van Marcin Żewłakow, ook een bekende Poolse voetballer.

## Clubcarrière
De verdediger begon in 1987 bij het Poolse Drukarz Warschau maar trok in 1988 al naar Marymont Warschau en in 1990 naar Polonia Warschau.
In 1993 debuteerde hij in het A-elftal van Polonia Warschau en werd zo tijden het seizoen 1998-1999 ontdekt door KSK Beveren. De Waaslanders leenden Zewlakow in 1998. Na een jaar tekende hij echter een contract bij Excelsior Moeskroen, waar hij samen met zijn broer Marcin aan de slag ging. Daar werd de Poolse verdediger een vaste waarde in het elftal van trainer Hugo Broos. Hij bereikte met Moeskroen ook de finale van de Beker van België.
Broos trok in 2002 naar RSC Anderlecht en nam Zewlakow mee naar de Belgische hoofdstad, waar hij tijdens het seizoen 2003-2004 zijn debuut maakte in de Champions League. In 2004 werd Anderlecht ook kampioen. Na een moeilijk seizoen bereikte Zewlakow opnieuw zijn oude niveau tijden het seizoen 2005-2006, zodat hij van trainer Franky Vercauteren veel speelkansen kreeg en zo de basisplaats van Anthony Vanden Borre afnam. Dat jaar won hij zijn tweede Belgische landstitel. Maar ondertussen lag zijn transfer naar het Griekse Olympiakos al vast, zodat Zewlakow nu op de Griekse voetbalvelden actief is.

## Interlandcarrière
Zewlakow speelde zijn eerste interland voor Polen op 19 juni 1999 tegen Nieuw-Zeeland. Op het Wereldkampioenschap voetbal 2002 kwam hij tweemaal aan de aftrap. Hij maakte ook deel uit van de selectie voor het WK voetbal 2006, waar hij driemaal mocht aantreden.
Hij speelde op 10 oktober 2010 tegen de Verenigde Staten zijn honderdste interland voor Polen, waarmee hij op gelijke hoogte kwam als Grzegorz Lato. Op 12 oktober 2010 speelde hij zijn 102ste interland, waardoor hij recordinternational aller tijden was voor Polen. Zijn record werd in oktober 2018 verbroken door Jakub Błaszczykowski.

## Statistieken

### Carrière
| seizoen   | club                | land        | competitie    | wed. | goals |
| --------- | ------------------- | ----------- | ------------- | ---- | ----- |
| 1993-1994 | Polonia Warschau    | Polen       | Ekstraklasa   | 11   | 0     |
| 1994-1995 | Polonia Warschau    | Polen       | Ekstraklasa   | 25   | 1     |
| 1995-1996 | Polonia Warschau    | Polen       | Ekstraklasa   | 22   | 2     |
| 1995-1996 | Hutnik Warschau     | Polen       |               | 4    | 0     |
| 1996-1997 | Polonia Warschau    | Polen       | Ekstraklasa   | 33   | 1     |
| 1997-1998 | Polonia Warschau    | Polen       | Ekstraklasa   | 29   | 2     |
| 1998-1999 | Polonia Warschau    | Polen       | Ekstraklasa   | 6    | 1     |
| 1998-1999 | KSK Beveren         | België      | Eerste Klasse | 24   | 1     |
| 1999-2000 | Excelsior Moeskroen | België      | Eerste Klasse | 31   | 0     |
| 2000-2001 | Excelsior Moeskroen | België      | Eerste Klasse | 29   | 1     |
| 2001-2002 | Excelsior Moeskroen | België      | Eerste Klasse | 31   | 0     |
| 2002-2003 | RSC Anderlecht      | België      | Eerste Klasse | 24   | 1     |
| 2003-2004 | RSC Anderlecht      | België      | Eerste Klasse | 24   | 2     |
| 2004-2005 | RSC Anderlecht      | België      | Eerste Klasse | 16   | 0     |
| 2005-2006 | RSC Anderlecht      | België      | Eerste Klasse | 31   | 0     |
| 2006-2007 | Olympiakos Piraeus  | Griekenland | Super League  | 24   | 0     |
| 2007-2008 | Olympiakos Piraeus  | Griekenland | Super League  | 20   | 1     |
| 2008-2009 | Olympiakos Piraeus  | Griekenland | Super League  | 20   | 0     |
| 2009-2010 | Olympiakos Piraeus  | Griekenland | Super League  | 1    | 0     |
| 2010-2011 | Ankaragücü          | Turkije     | Süper Lig     | 19   | 1     |
| 2011-2012 | Legia Warschau      | Polen       | Ekstraklasa   | 28   | 0     |
| 2012-2013 | Legia Warschau      | Polen       | Ekstraklasa   | 16   | 0     |
|           |                     |             | Totaal        | 468  | 14    |

### Erelijst
RSC Anderlecht
- Belgisch landskampioen: 2004, 2006

Olympiakos Piraeus
- Landskampioen: 2007, 2008, 2009
- Beker van Griekenland: 2008, 2009
- Griekse Supercup: 2007

Legia Warschau:
- Pools landskampioen: 2013
- Beker: 2012, 2013

### Interlands
| WK-statistieken          | Club                | Positie    | W |   |   | D | A |   |   |   |
| ------------------------ | ------------------- | ---------- | - | - | - | - | - | - | - | - |
| WK voetbal 2002 \| Polen | Excelsior Moeskroen | Verdediger | 2 | 0 | 0 | 0 | 0 | 1 | 0 | 0 |
| WK voetbal 2006 \| Polen | RSC Anderlecht      | Verdediger | 3 | 0 | 1 | 0 | 1 | 1 | 0 | 0 |